# Vlakbijl

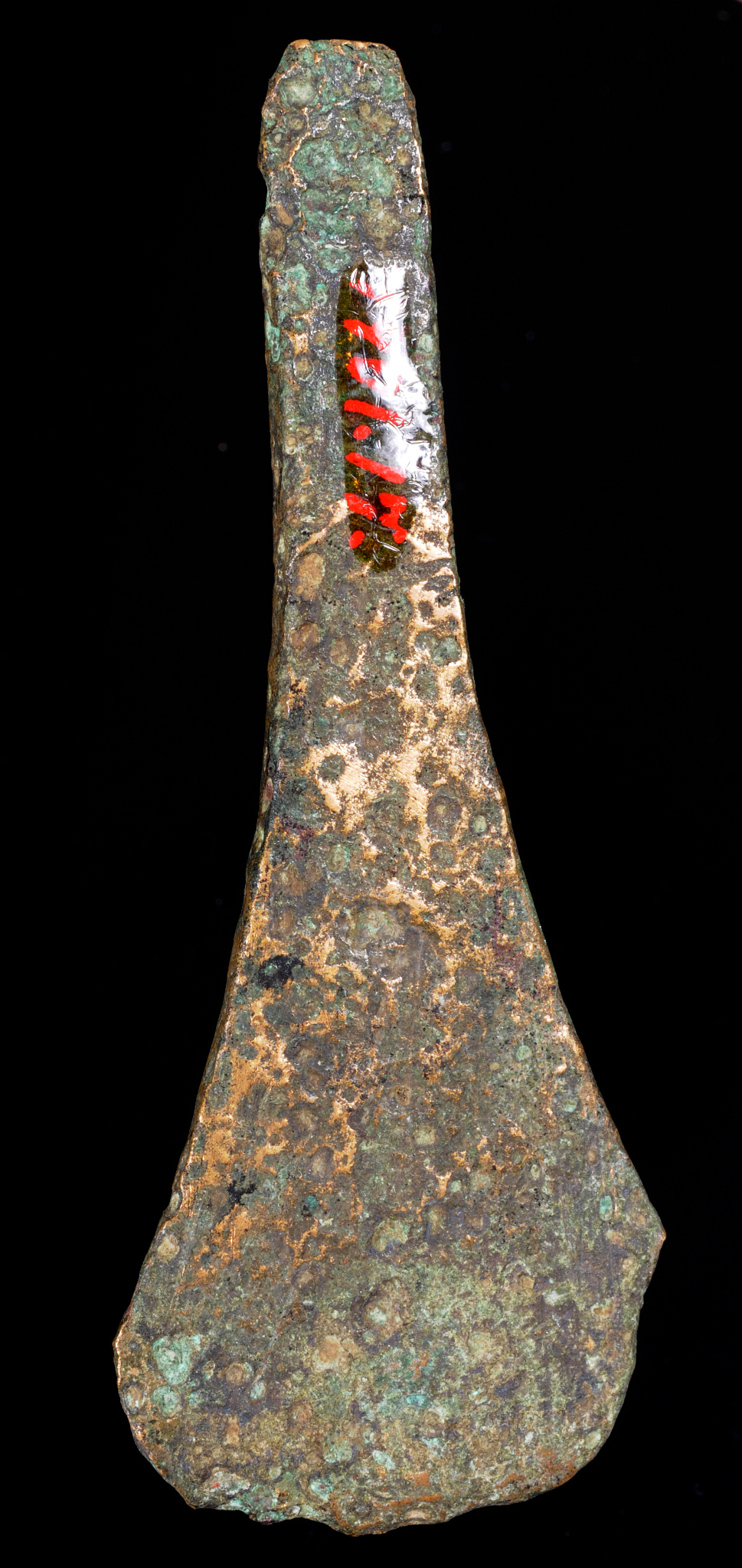
bronzen vlakbijl uit Pestrup

De vlakbijl is een bijlvorm uit steen, koper, brons of ijzer, die haar oorsprong vindt in de geslepen steenbijlen van de Nieuwe Steentijd en tot in de vroege IJzertijd gebruikt werd.
De waarschijnlijk bekendste vlakbijl is de koperen bijl van Ötzi de ijsmummie.

## Bevestiging
De bijlvatting van vlakbijlen bestaat meestal uit een kniehout, een stok met aan een einde een korte zijtak. Andere bevestigingsmethoden zijn ook bekend; zo vindt men in het neolithicum ook bijlhouders van hertshoorn.

## Geschiedenis en ontwikkeling
Vlakbijlen ontwikkelden zich in het Neolithicum uit de gewone, grof bewerkte bijlen van vuursteen en hertshoornen hakwerktuigen. Door het polijsten van de zijden van een ruw bewerkte stenen bijl kreeg deze een rechte, gelijkmatige kling en plattere zijkanten, waardoor hij gebruiksvriendelijker wordt. De kling kon eventueel later bijgeslepen worden. De aanvankelijk slechts aan de kling geslepen bijlen werden later geheel gepolijst. Dergelijke arbeidsintensief vervaardigde bijlen dienden ook als symbool van macht en status, zoals blijkt uit vondsten van hogwaardig bewerkte bijlen uit jadeiet.
Van de bandkeramische cultuur zijn zorgvuldig bewerkte vlakbijlen bekend. Bij veel van deze handelt het zich echter waarschijnlijk om dwars geplaatste dissels, zogenaamde schoenleestbijlen. Mogelijk werden de bijlen zowel als gereedschap als als wapen gebruikt.

### Kopertijd

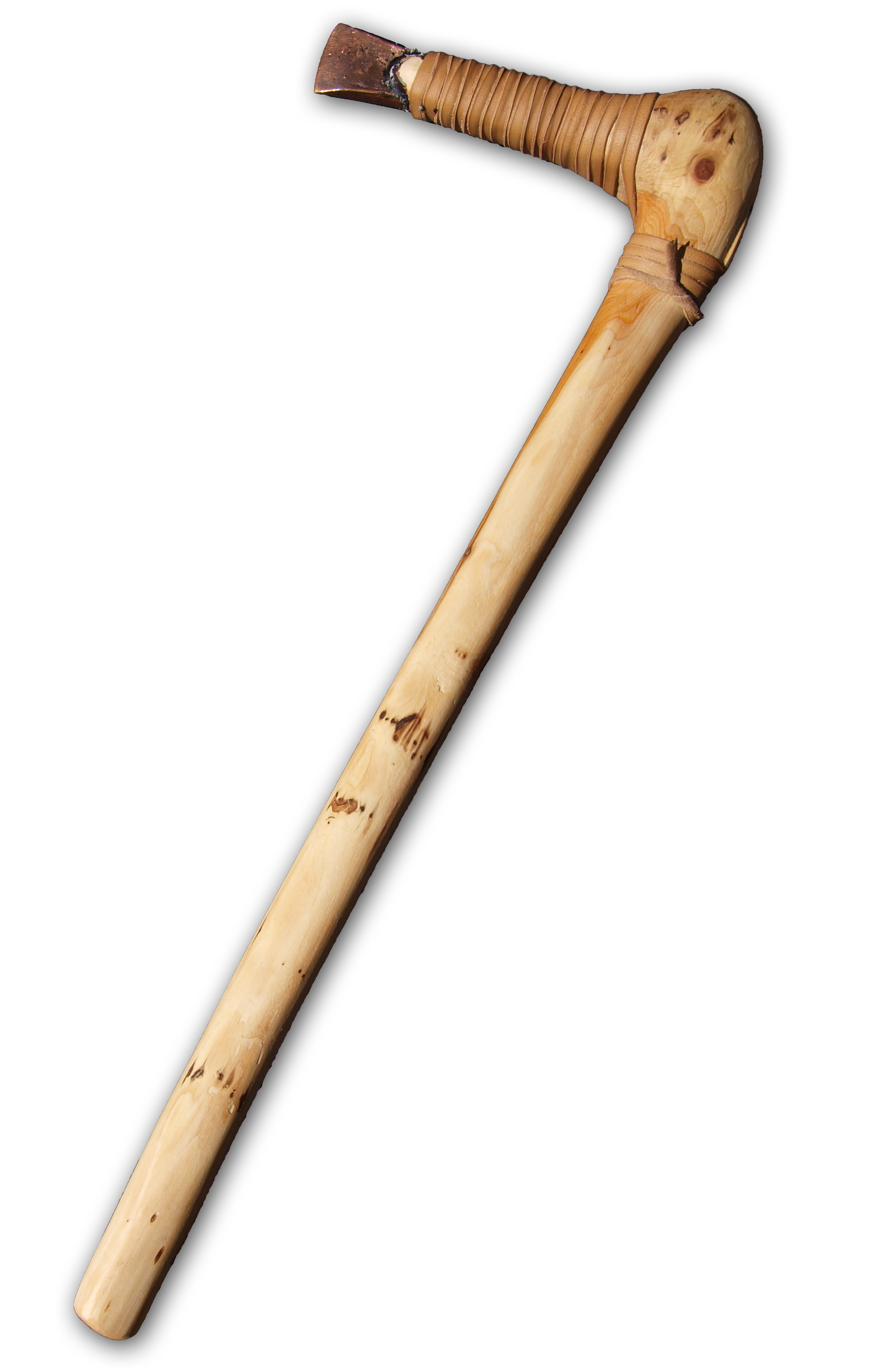
gereconstrueerde bijl van Ötzi

In de begintijd van de metaalbewerking komen eerst koperen bijlen voor, die sterk op de voorafgaande stenen bijlen lijken en op dezelfde manier bevestigd werden. Door de zeldzaamheid van de grondstof, de productiemethode en de bruikbaarheid zijn koperen bijlen meestal veel platter dan hun stenen voorgangers.
Omdat koper door koud hameren harder wordt, kan men de klingen na het gieten bijwerken. Sporen daarvan zijn aan gevonden koperen bijlen terug te vinden. Dit is het oudste bewijs voor smeden van metaal. Bij sommige koperen bijlen kan men al een eerste aanzet tot de ontwikkeling van de randbijl vinden, zoals bij de bijl van Ötzi.

### Bronstijd
In de Bronstijd werden aanvankelijk uit brons gegoten vlakbijlen gebruikt. Al snel ontwikkelde zich hieruit de randbijl, en vlakbijlen werden zeldzamer. In het latere verloop van de Bronstijd kwam de vlakbijl in Midden- en West-Europa nog slechts zelden voor.

### IJzertijd

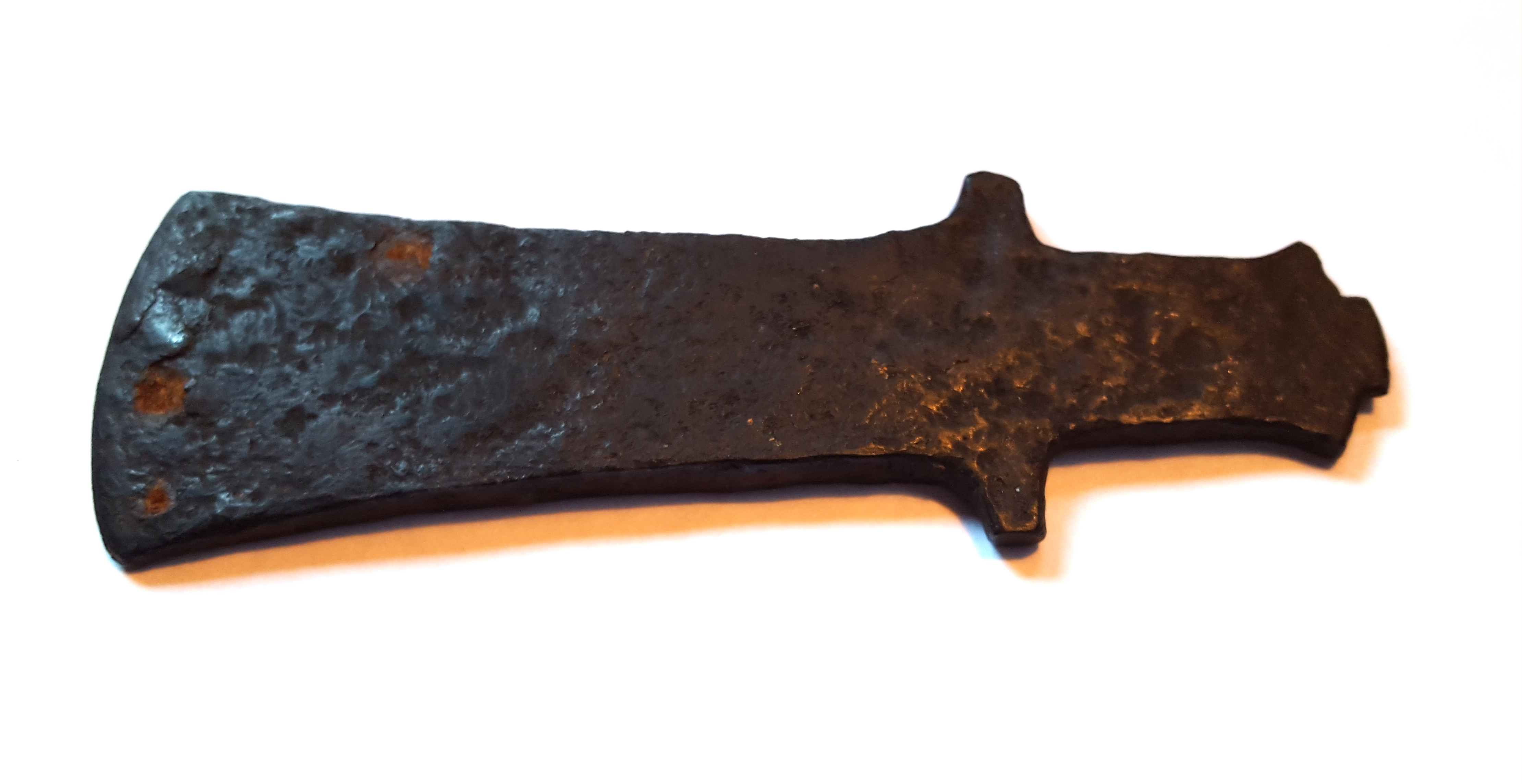
Ärmchenbeil uit de Hallstattperiode

Aan het begin van de ijzertijd kwam de vlakbijl weer terug. IJzer kon nog niet als brons gegoten worden maar werd in laagovens geproduceerd waarna het gehamerd moest worden. Met dit moeizame smeedproces kon men aanvankelijk slechts vlakke bijlen produceren, zoals de zogenaamde Ärmchenbeile uit de Hallstatt-periode.